# Montpellier
Montpellier er en by i det sydlige Frankrig. Den er præfektur i departementet Hérault. Indtil strukturreformen i 2016 var byen også præfektur i regionen Languedoc-Roussillon, der nu er en del af Occitanie.
Byen er Frankrigs 8. største by målt på indbyggertal.

## Geografi
Montpellier ligger 10 km fra Middelhavet, 168 km fra Marseille, 248 km fra Toulouse, 305 km fra Lyon og 347 km fra Barcelona. Der er 750 km fra Montpellier til Paris.
Den helt centrale plads i byen er Place de la Comédie. Pladsen spiller samme rolle som Kgs. Nytorv i København. Stadsteatret ligger i den sydvestlige ende af den aflange/ovale plads, også kaldet ægget i folkemunde. Gågaden Rue de la Loge (Montpelliers svar på Strøget) starter her, og bevæger sig lettere snoet ind gennem den gamle middelalderbykerne mod vest. Her ligger også mange af byens restauranter og barer. Mod øst ligger et stort shoppingcenter Polygone, bag dette ligger den futuristiske bydel Antigone som afsluttes ved Esplanade de l'Europe ned mod Lez-floden. Nordvest for pladsen ligger en park, hvor der afholdes loppemarked og andre arrangementer, og som i den anden ende afsluttes af byens relativt ny operahus – Le Corum.
Vest for middelalderbyen ligger først byens triumfbue, en kopi af den i Paris, og rejst til ære for Louis XIV. Bag triumfbuen starter parken Promenade du Peyrou, hvorfra der er en flot udsigt over byens vestlige forstæder og egnen omkring. Bl.a. kan man se den imponerende geologiske struktur Pic Saint-Loup (658m) der ligger 25km nord for byen. Fra promenaden udgår også byens gamle romerske vandforsyning – akvædukten Les Arceaux.

### Hydrografi
Floderne Lez og Mosson løber igennem byen.

### Demografi
Montpellier er en universitetsby med mange studerende, hvilket er afspejlet i befolkningssammensætningen i byen, idet 43% af indbyggerne er under 30 år[kilde mangler]. Fakultetet for Medicin er verdens ældste medicinske fakultet, der stadig er i funktion.

## Klima
Montpellier har et typisk middelhavsklima.[kilde mangler]

## Transport

### Tog
Montpellier har en banegård, hvorfra der blandt andet kører TGV-tog.

### Sporvogne
Byen har endvidere fire sporvognslinjer. En femte under anlæg og en sjette er projekteret.
For byens egne indbyggere er det siden 21/12 2023 gratis at bruge den lokale kollektive transport.

### Lufthavn
Montpellier har Frankrigs 9. største lufthavn, Aéroport Montpellier Méditerranée, der åbnede i 1938.

## Uddannelse
- E-Artsup
- École nationale de l'aviation civile
- École pour l'informatique et les nouvelles technologies
- Montpellier Business School